# Tiu Valles
Tiu Valles é um vale no quadrângulo de Oxia Palus em Marte, localizado a 15.9º latitude norte e 35.7º longitude oeste.  
Sua extensão é de 1.720 km e seu nome vem da palavra "Marte" em inglês antigo (germânico ocidental). 